# 金公平
金 公平（キム・ゴンピョン、朝鮮語: 김공평/金公平、1905年1月29日 - 1989年2月17日または2月27日）は、大韓民国の労働運動家、政治家。第4代韓国国会議員。

## 経歴
忠清南道論山出身。江景公立普通学校卒。江景邑議会議長、大韓労総江景組合委員長・忠清南道連盟副委員長、江景邑長、江景中高等学校師親会理事長、論山郡各邑面議長団代表、自由党中央委員、江景邑体育会長などを務めた。
1989年2月17日、ソウル市西大門区の自宅で持病により死去。享年84。